# Справедливість у світі
Справедливість у світі (англ. Justice in the World) — офіційний документ, оголошений синодом єпископів 1971 року, який стосується питання справедливості та визволення з жебрацтва бідних та пригноблених. Він закликав країни світу ділитися своєю владою з громадянами, а багато країн світу закликали економно споживати ресурси. Цей документ став частиною соціальної доктрини Католицької Церкви періоду Павла VI. Його створили єпископи з багатьох економічно нерозвинених країн, оскільки на них вплинула визвольна теологія. Вони ствердили, що справедливість є ключовою місією Католицької Церкви і що «християнську любов до ближнього та справедливості не можна розділити», і що "Дія від імені справедливості та участь у перетворенні світу цілком видається нам конститутивною. розмір проповіді Євангелія, або, іншими словами, місії Церкви для викупу людського роду та його звільнення від будь-якої гнітючої ситуації ".
Цей синод єпископів 1971 р. був другим звичайним загальним збором в історії того синоду єпископів. Порядок денний на тому синоді складався з тем:
- священство міністрів та
- справедливість у світі[3];
- послання Євангелія та місія Церкви;
- практика правосуддя;
- Слово надії (англ. A Word of Hope).

Синод підтримав позицію Папи Римського Павла VI щодо церковної целібату з великою опозицією.